# Haus Wertheimer

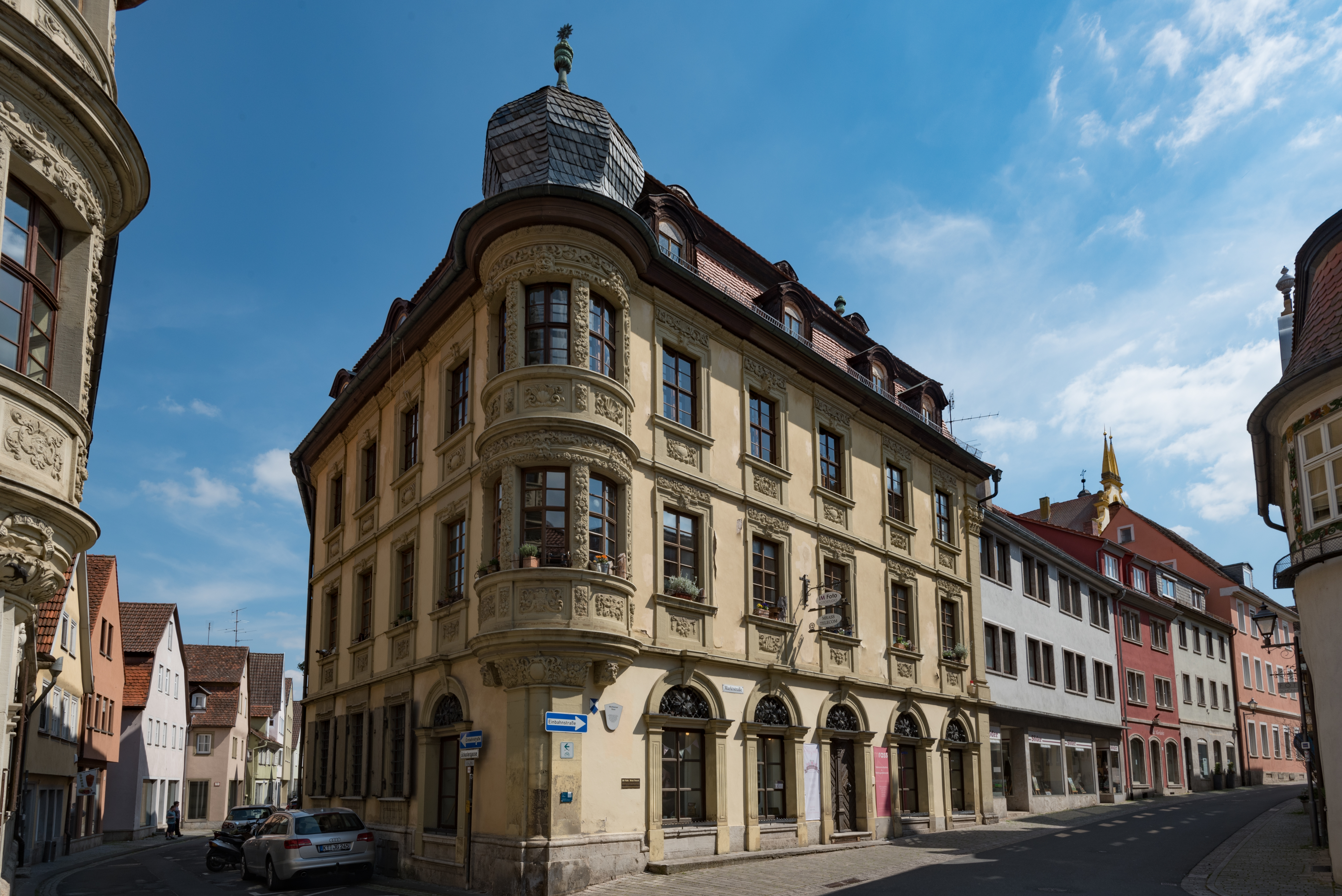
Das Haus Wertheimer in der Marktbreiter Altstadt

Das Haus Wertheimer (auch Wertheimer Haus, Adresse Schustergasse 2, früher Hausnummer 181) ist ein ehemaliges Handelshaus in der Altstadt des unterfränkischen Marktbreit. Es wurde vom Baumeister Joseph Greissing errichtet und erhielt mit dem benachbarten Haus zur Groe ein wenige Jahre jüngeres Pendant.

## Geschichte
Das Haus Wertheimer geht auf den kaiserlichen Hoffaktor und Rabbiner Samson Wertheimer zurück, der in Marktbreit ein Handelsunternehmen unterhielt, das von seinem Bruder Emanuel geleitet wurde. Marktbreit profitierte in der zweiten Hälfte des 17. Jahrhunderts vom Wiederaufbau nach dem Dreißigjährigen Krieg. Die Gemeinde investierte in den Ausbau ihres Flusshafens am Main. Der Ort entwickelte sich zu einem Warenumschlagsplatz für Kaffee, Reis und Südfrüchte, wobei vor allem der Rhein- und der Donauhandel hier abgewickelt wurde.
Um die ankommenden Waren lagern zu können, sollte das Haus mit großen Lagermöglichkeiten ausgestattet werden. Wertheimer konnte für den Bau den Baumeister Joseph Greissing gewinnen, der zu dieser Zeit im nahen Volkach am dortigen Schelfenhaus baute und als einer der bedeutendsten Baumeister seiner Zeit galt. Unklar ist, welche Verbindungen Greissing mit der Familie Wertheimer hatte. Eventuell hatte man das Wirken Greissings in Wilhermsdorf bei Fürth gesehen, wohin man ebenfalls Handelsbeziehungen unterhielt. Zwischen 1718 und 1719 entstand das Gebäude mit dem prägnanten Erker.
Das Gebäude wurde in Marktbreit schnell nachgeahmt. So ließ der Handelsmann Georg Günther 1725 direkt gegenüber mit dem Haus zur Groe ein ähnliches Gebäude errichten. Später gelangte auch das Haus Wertheimer in die Hände der Kaufmannsfamilie Günther. Georg Christian Günther ließ das Haus Wertheimer um zwei Achsen in Richtung Süden erweitern, wobei der barocke Stil Greissings auf die neuen Bauteile übertragen wurde. Das Haus Wertheimer bildet heute ein bedeutendes Element des Ensembles Altstadt Marktbreit. Es ist als Baudenkmal eingeordnet, untertägige Überreste von Vorgängerbauten sind als Bodendenkmal vermerkt.

## Beschreibung
Das Wertheimer Haus präsentiert sich als dreigeschossiger Mansardwalmdachbau. Stadtbildprägend ist der an der Ecke Marktstraße/Schustergasse angebracht zweigeschossige Erker, der mit einer welschen Haube abschließt. Die am Haus angebrachte Ornamentik erinnert an das ebenfalls von Greissing errichtete Jesuitenkolleg in der Würzburger Domerschulstraße. Der Kunsthistoriker Johannes Mack vermutet sogar, dass die Werkstatt des Jacob van der Auwera an der Ausgestaltung beteiligt gewesen sein könnte. Georg Menth geht davon aus, dass der Bildhauer Johann Doser die Bauzier anbrachte.
Besondere kunsthistorische Bedeutung hat auch das Hofportal an der Schustergasse. Es wurde mit Prellsteinen ausgestattet, über denen ein Sockel mit der für Greissing typischen Doppelverkröpfung angebracht wurde. Das Mansarddach des Wertheimer Hauses war zu Beginn des 18. Jahrhunderts in der Region noch selten, verweist aber auf die zu dieser Zeit entstehenden Bauten in Würzburg. Im Inneren des Baus finden sich mehrere Stuckdecken, einzelne Räumlichkeiten wurden außerdem mit Holzarbeiten verziert.